# Двоніг звичайний
Двоніг звичайний (Bipes biporus) — представник амфісбен роду Bipes з родини Bipedidae. Інші назви «мексиканська риюча ящірка», «п'ятипалий двоніг», «айолот»

## Опис
Загальна довжина досягає 15—23 см. Голова коротка, закруглена, зуби плевродонтні. Тіло має гофрований вигляд. Хвіст короткий, загострений. Є передні короткі кінцівки, які мають веслоподібний вигляд. На лапах присутні 5 пальців, хоча дещо редукованих.

## Спосіб життя
Полюбляє піщані ґрунти, напівпустелі. Більшу частину життя проводить під землею, риючи свої ходи та нори. На поверхні з'являється після дощу. Активний вночі. Харчується мурахами та термітами.
Це яйцекладна тварина. Самиця у липні відкладає 1—4 яєць. Через 2 місяці з'являються молоді двоноги.
Тривалість життя 1—2 роки.

## Розповсюдження
Це ендемік Мексики. Мешкає на Каліфорнійському півострові.